# Královský řád Viktorie a Alberta
Královský řád Viktorie a Alberta (anglicky Royal Order of Victoria and Albert) je britský královský rodinný řád založený roku 1862 královnou Viktorií.

## Historie
Řád založila dne 10. února 1862 britská královna Viktorie. Řád byl udílen příslušnicím britské královské rodiny a také dvorním dámám. Udělení řádu nepřinášelo příjemkyním žádný titul, ale byly oprávněny používat za jménem postnominální písmena VA. V několika případech byl řád udělen manželkám za zásluhy jejich mužů i když samy nepatřily ke dvoru. Řád byl původně udílen v jediné třídě. Dne 10. října 1864 byla k řádu přidána druhá třída, 15. listopadu 1865 byla přidána třetí třída a dne 15. března 1880 byla přidána nová druhá třída, přičemž dvě nižší již existující třídy byly přetvořeny na III. a IV. třídu. Od smrti královny Viktorie není řád udílen, nebyl však nikdy oficiálně zrušen. Poslední členka řádu, Alice, hraběnka z Athlone, zemřela v roce 1981.
Po založení řádu byl vyroben odznak i pro královnu Viktorii, který se však od řádu I. třídy mírně lišil, neboť byl portrét prince Alberta před královnou, u běžných odznaků je pořadí obráceně.

## Insignie
V případě I. až III. třídy měl řádový odznak podobu medailonu s portrétem královny Viktorie a prince Alberta, který se v jednotlivých třídách mírně lišil. V případě čtvrté třídy měl odznak podobu monogramu zdobeného diamanty. U všech tříd byl odznak převýšen korunou.

Stuha z hedvábného moaré bílé barvy byla uvázána do mašle. Od roku 1888 mohl být odznak I. třídy nošen také na široké stuze spadající z ramene na protilehlý bok.

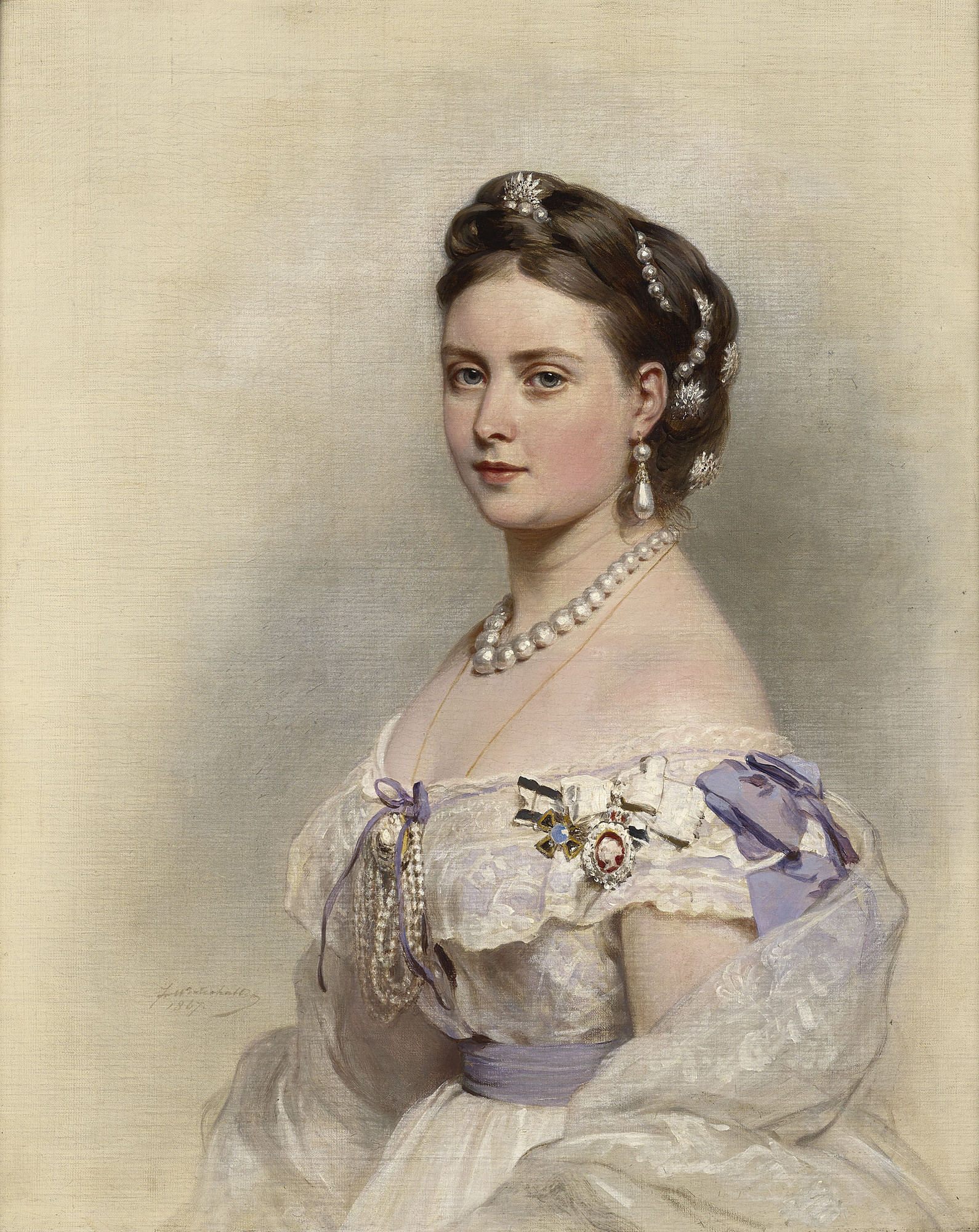
Portrét Viktorie Sasko-Koburské s Královským řádem Viktorie a Alberta
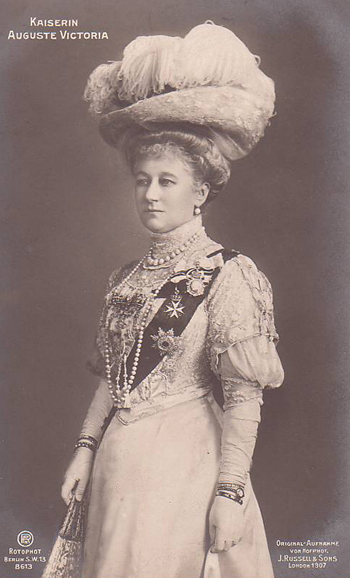
Německá císařovna Augusta Viktorie Šlesvicko-Holštýnská s Královským řádem Viktorie a Alberta
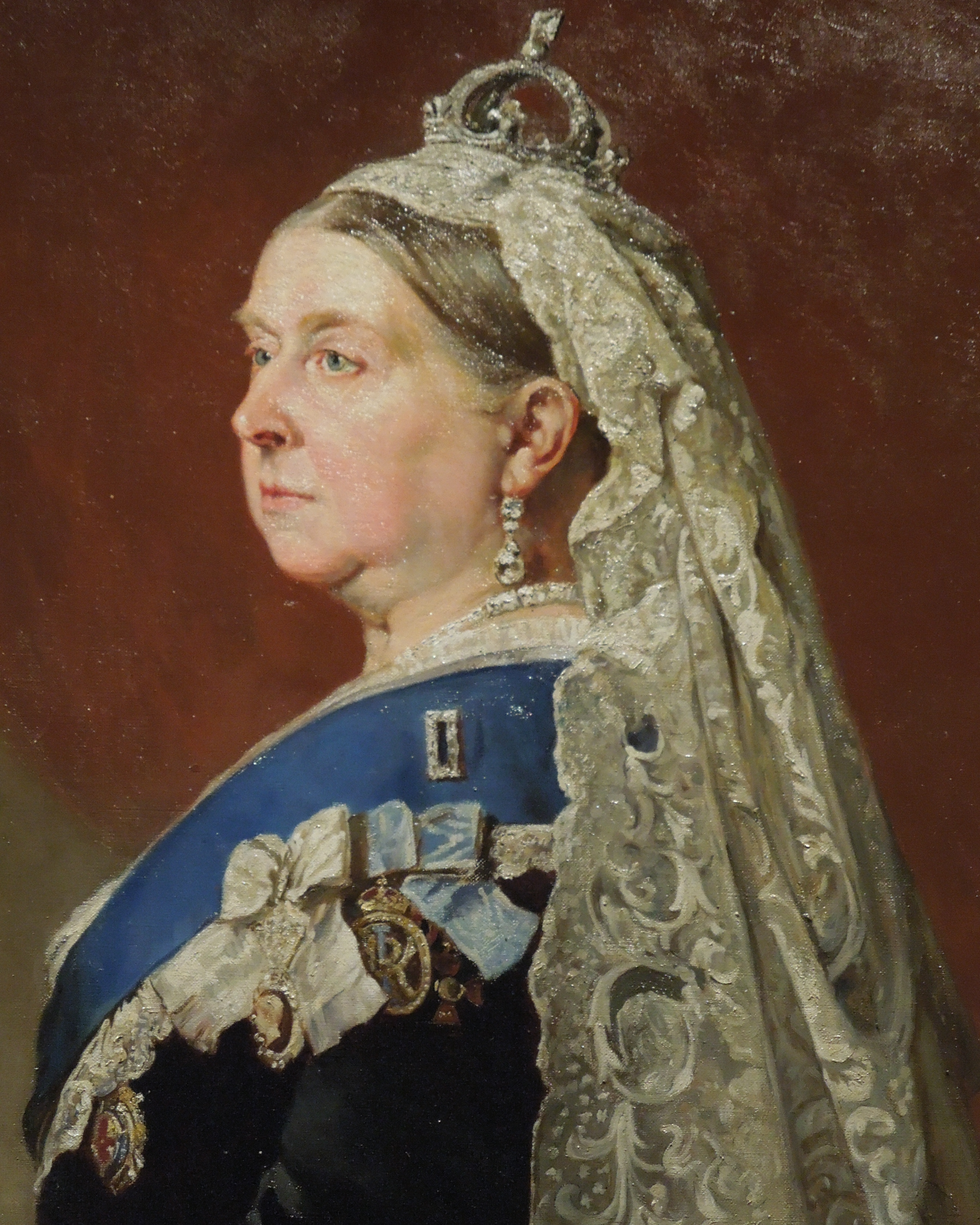
Portrét královny Viktorie s Královským řádem Viktorie a Alberta

## Třídy
Řád byl udílen ve čtyřech třídách:
- I. třída
- II. třída
- III. třída
- IV. třída